# معماری ژاکوبایی

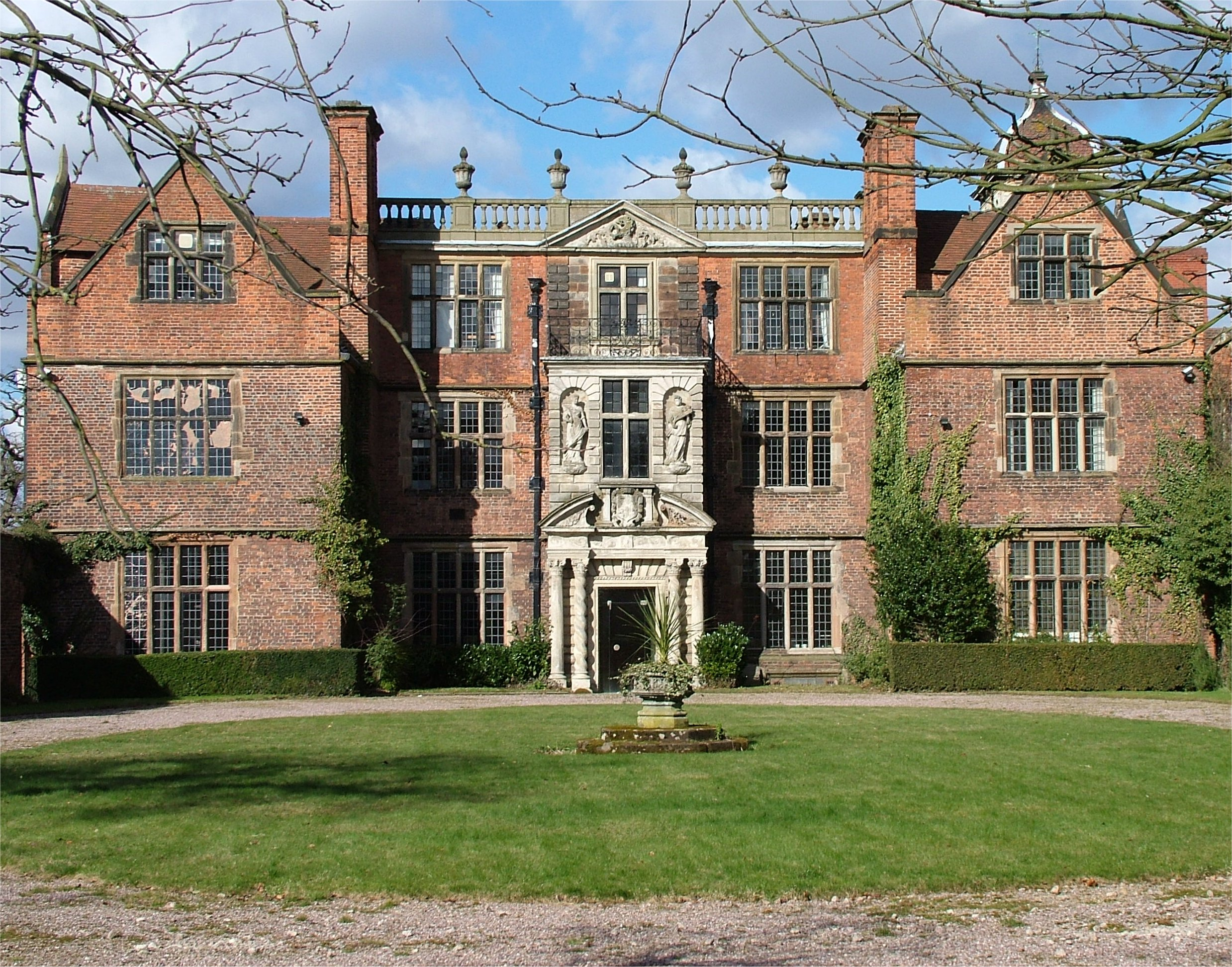
قلعه برام‌ویچ هال سازه‌ای بر پایه و شالودهٔ سبک معماری ژاکوبایی

معماری ژاکوبایی (انگلیسی: Jacobean architecture) یا سبک ژاکوبی و همین‌طور ژاکوبیان، دومین دوره تحول بر پایهٔ معماری رنسانس در انگلستان و در راستای معماری الیزابتی است. نام معماری ژاکوبایی برگرفته از نام پادشاه جیمز یکم است که با سلطنت وی از ۱۶۰۳ تا ۱۶۲۵ مرتبط است. گاهی از این سبک معماری با عنوان سبک معماری استوارت و یا باروک انگلیسی هم یاد می‌شود.

## نگارخانه

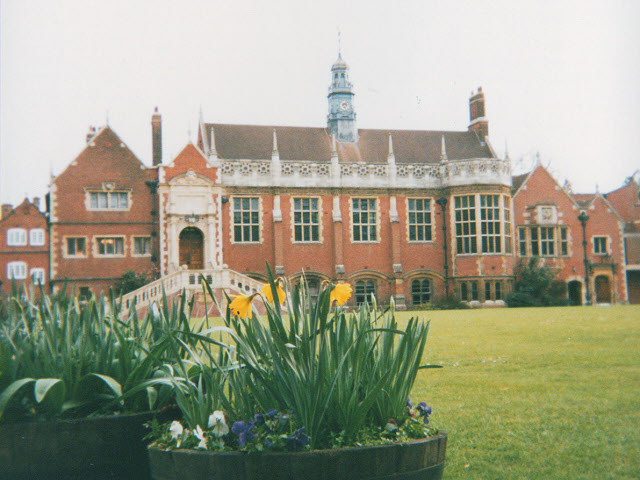
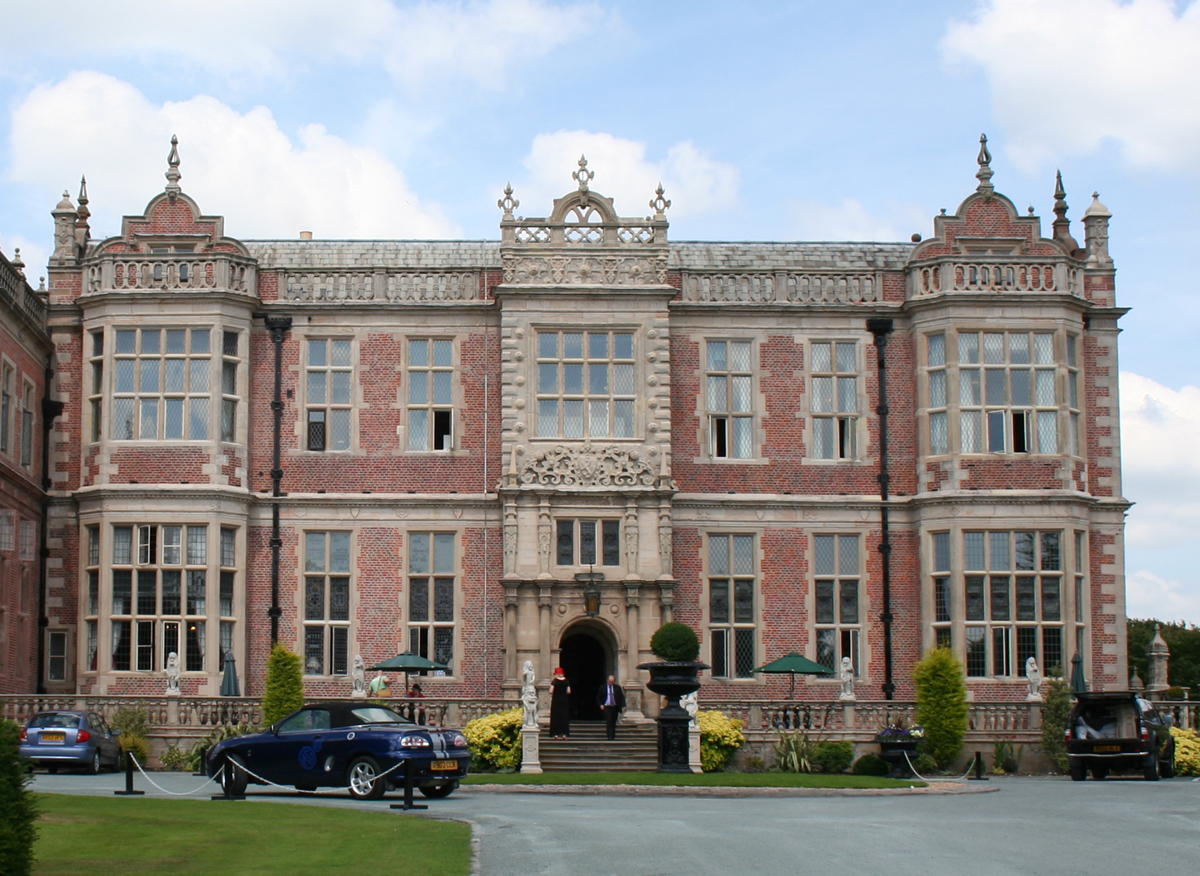
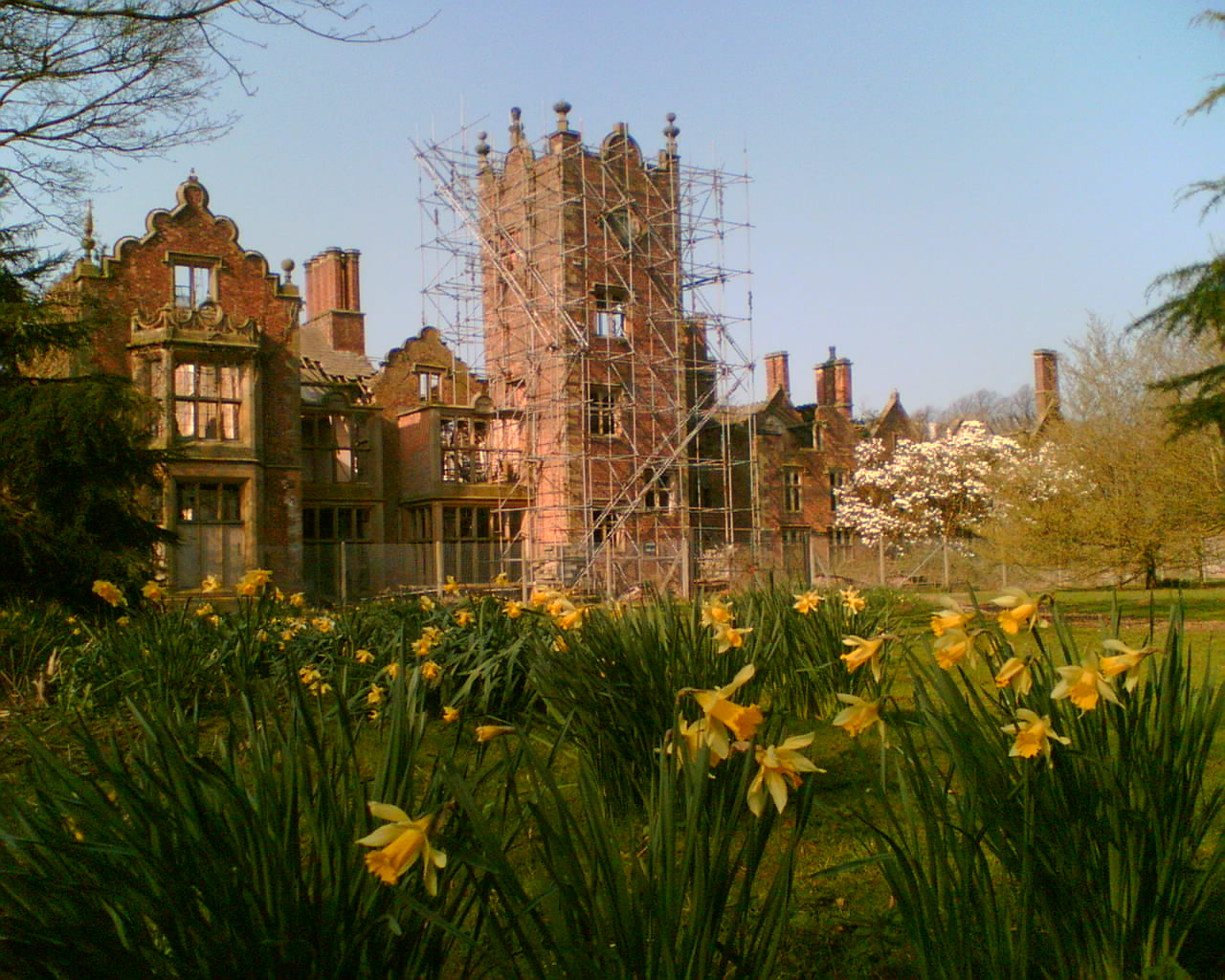